# Marlux-Napoleon Games Cycling Team/Saison 2016
Dieser Artikel listet Erfolge und Fahrer des Radsportteams Marlux-Napoleon Games in der Saison 2016 auf.

## Zugänge – Abgänge
| Zugänge      | Team 2015      | Abgänge                          | Team 2016                               |
| ------------ | -------------- | -------------------------------- | --------------------------------------- |
| Johan Jacobs | Lares-Doltcini | Angelo Van Den Bossche           | Home Solution-Anmapa-Soenens            |
|              |                | Gianni Vermeersch (bis 31. März) | Unbekannt                               |
|              |                | Johan Jacobs (bis 14. November)  | Crelan-Vastgoedservice Continental Team |

## Mannschaft
| Teamkader 2016                            | Teamkader 2016    | Teamkader 2016 | Teamkader 2016        |
| Name                                      | Geburtsdatum      | Land           | Vorheriges Team       |
| ----------------------------------------- | ----------------- | -------------- | --------------------- |
| Angelo De Clercq                          | 10. Dezember 1991 | Belgien        |                       |
| Johan Jacobs (1. Jan.–14. Nov.)           | 1. März 1997      | Schweiz        |                       |
| Thomas Joseph                             | 6. Dezember 1996  | Belgien        |                       |
| Kevin Pauwels                             | 12. April 1984    | Belgien        | Telenet-Fidea (2011)  |
| Elias Van Hecke                           | 19. März 1996     | Belgien        |                       |
| Yorben Van Tichelt                        | 12. Juli 1994     | Belgien        |                       |
| Dieter Vanthourenhout                     | 20. Juni 1985     | Belgien        | BKCP-Powerplus (2013) |
| Michael Vanthourenhout                    | 10. Dezember 1993 | Belgien        | BKCP-Powerplus (2013) |
| Klaas Vantornout                          | 19. Mai 1982      | Belgien        | Fidea (2007)          |
| Gianni Vermeersch (1. Jun.–31. Mär.)      | 19. November 1992 | Belgien        | BKCP-Powerplus (2013) |
|                                           |                   |                |                       |
| Quellen: ProCyclingStats Cycling Archives |                   |                |                       |

Anmerkung: Angelo De Clercq